# Achyra bifidalis
Achyra bifidalis is een vlinder uit de familie van de grasmotten (Crambidae), uit de onderfamilie van de Pyraustinae. De wetenschappelijke naam van deze soort is voor het eerst voorgesteld als Phalaena bifidalis door Johan Christian Fabricius in een publicatie uit 1794.
De soort komt voor in de Verenigde Staten, Cuba, Jamaica, Puerto Rico, de Dominicaanse Republiek, Curaçao, Sint-Maarten en Argentinië.